# Kings of Shogi
Kings of Shogi (しおんの王, Shion no Ō, lit. Le Roi de Shion) est un manga de type seinen scénarisé par Masaru Katori et illustré par Jiro Ando (ja). La série est prépubliée dans le Monthly Afternoon entre mai 2004 et juin 2008, et compilée en huit volumes reliés par Kōdansha au Japon et Pika Édition pour la version française.

## Synopsis
Kings of Shogi est centré sur une jeune lycéenne du nom de Shion Yasuoka, qui a assisté au meurtre de ses deux parents alors qu'elle était enfant. À la suite de ce drame, elle n'a plus été capable de parler, ce qui la force à communiquer par l'intermédiaire d'un cahier. Après avoir été adoptée par ses voisins, la famille Yasuoka, Shion commença à apprendre le shōgi.

## Personnages
shion yasuoka 

## Manga
Le manga Kings of Shogi est scénarisé par Masaru Katori et illustré par Jiro Ando (ja). La série a été pré-publiée de mai 2004 à juin 2008 dans le magazine japonais Monthly Afternoon. Huit volumes reliés ont été publiés au Japon par Kōdansha et en France par Pika Édition.

## Anime
L'adaptation en série télévisée de Kings of Shogi, produite par Studio Deen, a été diffusée au Japon du 13 octobre 2007 au 22 mars 2008 sur Fuji TV. Cette série compte 22 épisodes. Le générique d'ouverture est Lady Love de Rize et le générique de fin est My Dear Friend de Thelma Aoyama (ja).

## Jeu vidéo
Un jeu vidéo d'aventure basé sur la série a été réalisé par Mainichi Communications pour Nintendo DS et est sorti le 10 avril 2008.